# Extricating Young Gussie
Extricating Young Gussie ist eine heitere Kurzgeschichte aus dem Frühwerk des britisch-amerikanischen Schriftstellers P. G. Wodehouse, die am 18. September 1915 in der US-amerikanischen Saturday Evening Post und 1916 in der Januar-Ausgabe des britischen Strand Magazines erschien. Die Kurzgeschichte wurde 1917 in die Kurzgeschichtensammlung The Man with Two Left Feet aufgenommen und in Buchform veröffentlicht. 
Extricating Young Gussie ist die Kurzgeschichte, in der mit Kammerdiener Jeeves und Bertram Wooster zwei der populärsten Figuren im Werk von P. G. Wodehouse eingeführt werden. Die Geschichte ihres ersten Zusammentreffens führte Wodehouse jedoch erst ein Jahr später in Jeeves übernimmt das Ruder aus.

## Handlung
Tante Agatha schmeißt Bertie um halb elf Morgens aus dem Bett – aus Berties Sicht eine Beendigung des Schlafes zu früher Morgenstunde. Tante Agatha ist völlig erschüttert darüber, dass einer ihrer Neffen und Berties Cousin „Gussie“ Mannering-Phipps sich in New York in ein Revuegirl verliebt hat, das er möglicherweise auch noch heiraten wird. Sie fordert von Bertie, dass er sofort nach New York abreise und Gussie von diesem Fehlschritt abhalte. 
In New York findet der von Jeeves begleitete Bertie im Hotel, in dem Gussie wohnen soll, zunächst keinerlei Anzeichen von seinem Cousin. Wenig später begegnet er ihm jedoch auf der Straße und erfährt von ihm, dass Gussie nun unter dem Namen George Wilson firmiere und kurz vor seinem Bühnendebüt stehe. Um den Vater seiner Freundin für sich einzunehmen, wird er bald in einer Revueshow erscheinen. Da Bertie es nicht gelingt, Gussie davon abzuhalten, reist jetzt auch noch Tante Julia, Gussies Mutter, nach New York.
Nach einigen Proben steht Gussies erster Bühnenauftritt an und Bertie, der dem Bühnendebüt beiwohnt, hat als Sitznachbarin in dem Theater ein auffallend hübsches Mädchen. Gussie leidet unter starkem Lampenfieber, aber mitten in seinem zweiten Lied beginnt das Mädchen neben Bertie mitzusingen, befeuert Gussie damit zu einer besseren Leistung. Das Lied erhält viel Applaus und die junge Frau stellt sich als Gussies große Liebe heraus. 
Tante Julia kommt in New York an und Bertie führt sie aus, damit sie zunächst Gussie und dann seine Freundin in ihren jeweiligen Revues erlebt. Tante Julia hat jedoch gleichfalls eine Bühnenvergangenheit – als sie gemeinsam mit Bertie Joe Danby den Vater der jungen Frau aufsuchen, stellt sich heraus, dass dieser Julia in jener Zeit nicht nur gekannt, sondern auch tief verehrt hat. Julia erzählt ihm wiederum stolz, dass ihr Sohn ihr Talent geerbt habe, was Danby wiederum dazu bewegt, von ihr zu fordern, dass sie Gussie nicht nur seine Bühnenkarriere fortsetzen lasse, sondern sogar bei ihm in New York bleibe. Als Bertie wenig später erneut Gussie begegnet, erfährt er, dass seine Tante Julia und Danby kurz vor der Eheschließung stehen und dass auch Gussie und Danbys Tochter bald heiraten werden. Als Bertie ein Telegramm von Tante Agatha erhält, die nachfragt, ob sie zur Unterstützung gleichfalls nach New York reisen soll, hält Bertie sie davon ab. Da er aber den Zorn seiner energischen Tante fürchten muss, kommt er zum Schluss, dass er sich in England wohl für die nächsten zehn Jahre nicht blicken lassen kann.

## Trivia
- Neben Bertie Wooster und Jeeves führt Wodehouse mit dieser Kurzgeschichte auch Tante Agatha ein, auf die er in einer Reihe von Erzählungen später zurückgreift: Als furchteinflößende und willensstarke Dame ist sie die Nemesis ihres Neffen Bertie, deren Wünsche und Absichten häufig die Handlung von Roman oder Erzählung vorantreiben. Dazu muss sie häufig nicht einmal persönlich auftreten: Der Gedanke an Tante Agathas Reaktionen reicht bereits aus, um Bertie Wooster zum Handeln zu zwingen.[2] Als Typus nutzt Wodehouse sie auch in anderen Erzählungen und Kurzgeschichten: Tante Dahlia ist zwar Berties erklärte Lieblingstante, sie ist jedoch auch eine vor nichts zurückschreckende Erpresserin, die völlig unbeeindruckt ist von den Unannehmlichkeiten und Erniedrigungen, die sie den Personen ihres Umfelds zumutet.[3] Die Figurenwelt der Blandings Castle-Saga weist ebenfalls eine vergleichbare Persönlichkeit auf: Lady Constance Keeble hält nicht nur ihre Brüder Lord Emsworth und Galahad Threepwood sowie das Dienstpersonal unter Leitung von Butler Beach auf Trab. Auch ihre zahlreichen Neffen und Nichten ziehen sich in ihren Liebesabenteuer häufig ihren Zorn auf sich.
- Wodehouse greift in seinen Romanen mehrfach auf Frauenfiguren zurück, die im Showgeschäft tätig sind. In Sommerliches Schlossgewitter verliebt sich Ronnie Fish, Neffe von Lord Emsworth, in eine Revuetänzerin.

## Einzelbelege
1. ↑  Kristin Thompson: Wooster Proposes, Jeeves, Disposes. James H. Heineman, New York 1992: Appendix A
2. ↑   Usborne: Plum Sauce. A P. G. Wodehouse Companion. S. 111.
3. ↑   Donaldson: P. G. Wodehouse: A Biography. S. 10 u. 11.